# Wahlkreis Friedrichshain-Kreuzberg 5
Der Wahlkreis Friedrichshain-Kreuzberg 5 ist ein Abgeordnetenhauswahlkreis in Berlin. Er gehört zum Wahlkreisverband Friedrichshain-Kreuzberg und umfasst im Ortsteil Friedrichshain folgende Gebiete: Hausburgviertel, Richard-Sorge-Viertel östlich Richard-Sorge-Straße/Fritz-Schiff-Weg und südlich Kochhannstraße, Samariterviertel, Traveplatz nördlich Scharnweberstraße.

## Abgeordnetenhauswahl 2023
Bei der Wahl zum Abgeordnetenhaus von Berlin 2023 traten folgende Kandidaten an:
| Name                              | Partei           | Anteil der Erststimmen | Anteil der Zweitstimmen |
| --------------------------------- | ---------------- | ---------------------- | ----------------------- |
| Vasili Franco                     | Grüne            | 36,1 %                 | 33,9 %                  |
| Steffen Zillich                   | Die Linke        | 21,9 %                 | 21,9 %                  |
| Regine Laroche                    | SPD              | 14,4 %                 | 13,5 %                  |
| Ilona Barrie                      | CDU              | 11,0 %                 | 11,1 %                  |
| Christian von Hoffmeister         | AfD              | 04,1 %                 | 04,2 %                  |
| Annett Duden                      | Die PARTEI       | 03,9 %                 | 03,0 %                  |
| Michael Heihsel                   | FDP              | 03,4 %                 | 03,3 %                  |
| Steffen Mengel                    | Tierschutzpartei | 02,8 %                 | 02,7 %                  |
| Sabine Scheffer                   | Mieterpartei     | 01,0 %                 | 00,4 %                  |
| Susanne Ganz                      | dieBasis         | 00,8 %                 | 00,5 %                  |
| Andrea Brieger                    | ÖDP              | 00,2 %                 | 00,1 %                  |
| Thorsten Buhl                     | Einzelbewerber   | 00,2 %                 | 0–                      |
| –                                 | Volt             | –                      | 01,6 %                  |
| –                                 | Sonstige         | –                      | 03,8 %                  |
| Wahlberechtigte: 28.225 Einwohner |                  |                        |                         |
| Wahlbeteiligung: 67,4 %           |                  |                        |                         |

## Abgeordnetenhauswahl 2021
Bei der im Nachhinein für ungültig erklärten Wahl zum Abgeordnetenhaus von Berlin 2021 traten folgende Kandidaten an:
| Name                              | Partei           | Anteil der Erststimmen | Anteil der Zweitstimmen |
| --------------------------------- | ---------------- | ---------------------- | ----------------------- |
| Vasili Franco                     | Grüne            | 34,7 %                 | 32,5 %                  |
| Steffen Zillich                   | Die Linke        | 24,8 %                 | 25,4 %                  |
| Regine Laroche                    | SPD              | 14,4 %                 | 12,9 %                  |
| Ilona Barrie                      | CDU              | 07,0 %                 | 06,7 %                  |
| Michael Heihsel                   | FDP              | 05,0 %                 | 04,8 %                  |
| Annett Duden                      | Die PARTEI       | 04,7 %                 | 03,5 %                  |
| Christian von Hoffmeister         | AfD              | 03,3 %                 | 03,3 %                  |
| Steffen Mengel                    | Tierschutzpartei | 02,6 %                 | 02,1 %                  |
| Susanne Ganz                      | dieBasis         | 01,7 %                 | 01,4 %                  |
| Sabine Scheffer                   | Mieterpartei     | 00,9 %                 | 00,4 %                  |
| Thorsten Buhl                     | Einzelbewerber   | 00,6 %                 | 0–                      |
| Hagen Albers                      | ÖDP              | 00,4 %                 | 00,2 %                  |
| –                                 | Volt             | –                      | 02,0 %                  |
| –                                 | Sonstige         | –                      | 04,8 %                  |
| Wahlberechtigte: 28.663 Einwohner |                  |                        |                         |
| Wahlbeteiligung: 82,2 %           |                  |                        |                         |

## Abgeordnetenhauswahl 2016
Bei der Wahl zum Abgeordnetenhaus von Berlin 2016 traten folgende Kandidaten an:
| Name                              | Partei           | Anteil der Erststimmen | Anteil der Zweitstimmen |
| --------------------------------- | ---------------- | ---------------------- | ----------------------- |
| Canan Bayram                      | Grüne            | 34,0 %                 | 28,9 %                  |
| Damiano Valgolio                  | Die Linke        | 20,1 %                 | 24,3 %                  |
| Peggy Hochstätter                 | SPD              | 16,1 %                 | 15,9 %                  |
| Götz Müller                       | CDU              | 07,2 %                 | 06,8 %                  |
| Ralf Ziegler                      | AfD              | 05,4 %                 | 05,4 %                  |
| Anne-Kristin Damrau               | Die PARTEI       | 05,1 %                 | 05,6 %                  |
| Felix Just                        | Piraten          | 04,2 %                 | 04,1 %                  |
| Gumbert-Olaf Salonek              | FDP              | 03,2 %                 | 03,8 %                  |
| Hauke Stiewe                      | B                | 03,1 %                 | 01,0 %                  |
| Siegfried Bach                    | Die Violetten    | 00,5 %                 | 00,5 %                  |
| Franziska Hecht                   | ödp              | 00,4 %                 | 0 %                     |
| Markus Klein                      | PSG              | 00,3 %                 | 0 %                     |
| Olaf Bahn                         | Einzelbewerber   | 00,3 %                 | 0 %                     |
| –                                 | Tierschutzpartei | 0–                     | 01,7 %                  |
| –                                 | Sonstige         | 0–                     | 02,0 %                  |
| Wahlberechtigte: 35.094 Einwohner |                  |                        |                         |
| Wahlbeteiligung: 72,4 %           |                  |                        |                         |

Bei der Bundestagswahl 2017 wurde Canan Bayram in den deutschen Bundestag gewählt. Daraufhin legte sie Ende 2017 ihr Mandat im Berliner Abgeordnetenhaus nieder. Ihre Parteikollegin Daniela Billig rückte Anfang 2018 als Abgeordnete für den Wahlkreis Friedrichshain-Kreuzberg 5 nach.

## Abgeordnetenhauswahl 2011
Bei der Wahl zum Abgeordnetenhaus von Berlin 2011 traten folgende Kandidaten an:
| Name                              | Partei           | Anteil der Erststimmen | Anteil der Zweitstimmen |
| --------------------------------- | ---------------- | ---------------------- | ----------------------- |
| Canan Bayram                      | Grüne            | 32,4 %                 | 26,4 %                  |
| Gerlinde Schermer                 | SPD              | 21,3 %                 | 23,5 %                  |
| Alexander Morlang                 | Piraten          | 16,4 %                 | 19,5 %                  |
| Steffen Zillich                   | Die Linke        | 13,7 %                 | 13,5 %                  |
| Götz Müller                       | CDU              | 07,2 %                 | 06,9 %                  |
| Hauke Stiewe                      | B                | 03,2 %                 | 01,2 %                  |
| Henriette Serbser                 | Die PARTEI       | 02,8 %                 | 02,8 %                  |
| Claus-Peter Blank                 | pro Deutschland  | 01,0 %                 | 00,4 %                  |
| Gumbert-Olaf Salonek              | FDP              | 00,9 %                 | 01,1 %                  |
| Ronny Palm                        | APPD             | 00,9 %                 | 00,5 %                  |
| Heike Canbulat                    | BIG              | 00,2 %                 | 00,1 %                  |
| –                                 | Tierschutzpartei | –                      | 01,5 %                  |
| –                                 | NPD              | –                      | 01,0 %                  |
| –                                 | Sonstige         | –                      | 01,6 %                  |
| Wahlberechtigte: 29.148 Einwohner |                  |                        |                         |
| Wahlbeteiligung: 63,1 %           |                  |                        |                         |

## Abgeordnetenhauswahl 2006
Bei der Wahl zum Abgeordnetenhaus von Berlin 2006 traten folgende Kandidaten an:
| Name                              | Partei     | Anteil der Erststimmen |
| --------------------------------- | ---------- | ---------------------- |
| Canan Bayram                      | SPD        | 28,0 %                 |
| Marianne Burkert-Eulitz           | Grüne      | 26,9 %                 |
| Steffen Zillich                   | Die Linke  | 19,6 %                 |
| Ernst-Uwe Stry                    | CDU        | 07,1 %                 |
| Hauke Stiewe                      | B          | 06,5 %                 |
| Holger Werner                     | WASG       | 05,2 %                 |
| Gumbert-Olaf Salonek              | FDP        | 03,9 %                 |
| Anne-Kristin Damrau               | Die PARTEI | 02,0 %                 |
| Eric Mauscherning                 | AGFG       | 00,7 %                 |
| Wahlberechtigte: 33.897 Einwohner |            |                        |
| Wahlbeteiligung: 53,9 %           |            |                        |

## Abgeordnetenhauswahl 2001
Der Wahlkreis Friedrichshain-Kreuzberg 5 umfasste zur Abgeordnetenhauswahl am 21. Oktober 2001 das  Gebiet S-Bahnhof Frankfurter Allee, Thaerstraße und Warschauer Straße. Es traten folgende Kandidaten an:
| Name                              | Partei           | Anteil der Erststimmen |
| --------------------------------- | ---------------- | ---------------------- |
| Frederik Over                     | PDS              | 42,8 %                 |
| André Wennicke                    | SPD              | 26,8 %                 |
| Olaf Rose                         | Grüne            | 15,0 %                 |
| Thomas Ruhland                    | CDU              | 08,9 %                 |
| Gumbert-Olaf Salonek              | FDP              | 04,3 %                 |
| Frauke Hehl                       | Einzelbewerberin | 00,9 %                 |
| Nina Hager                        | DKP              | 00,7 %                 |
| Kurt Schettlinger                 | Einzelbewerber   | 00,5 %                 |
| Wahlberechtigte: 39.828 Einwohner |                  |                        |
| Wahlbeteiligung: 62,9 %           |                  |                        |

## Abgeordnetenhauswahl 1999
Der Wahlkreis Friedrichshain 2 umfasste zur Abgeordnetenhauswahl am 10. Oktober 1999 das Gebiet S-Bahnhof Frankfurter Allee, Thaerstraße und Warschauer Straße. Es traten folgende Kandidaten an:
| Name                              | Partei           | Anteil der Erststimmen |
| --------------------------------- | ---------------- | ---------------------- |
| Frederik Over                     | PDS              | 39,2 %                 |
| Daniel Krüger                     | CDU              | 21,3 %                 |
| Frank Lewitz                      | SPD              | 19,9 %                 |
| Ina Otto                          | Grüne            | 13,9 %                 |
| Gerhard Prill                     | Graue            | 01,6 %                 |
| Detlef Ihlo                       | FDP              | 01,3 %                 |
| Claudia Nawrot                    | DL               | 01,2 %                 |
| Klaus Hübner                      | BID              | 00,9 %                 |
| Hildegard Wolff                   | Einzelbewerberin | 00,8 %                 |
| Wahlberechtigte: 36.732 Einwohner |                  |                        |
| Wahlbeteiligung: 56,5 %           |                  |                        |

## Abgeordnetenhauswahl 1995
1995 gab es im Bezirk Friedrichshain drei Wahlkreise.
Der Wahlkreis Friedrichshain 1 umfasste zur Abgeordnetenhauswahl am 22. Oktober 1995 die Mollstraße, Proskauer Straße und den Strausberger Platz. In diesem Wahlkreis erhielt Martina Michels (PDS) die meisten Erststimmen.
Der Wahlkreis Friedrichshain 2 umfasste zur Abgeordnetenhaus-Wahl am 22. Oktober 1995 den Strausberger Platz, die Mainzer Straße und Michaelbrücke. In diesem Wahlkreis erhielt Harald Wolf (PDS) die meisten Erststimmen.
Der Wahlkreis Friedrichshain 3 umfasste zur Abgeordnetenhaus-Wahl am 22. Oktober 1995 die Proskauer Straße, Mainzer Straße und Stralau. In diesem Wahlkreis erhielt Frederik Over (PDS) die meisten Erststimmen.

## Bisherige Abgeordnete
Direkt gewählte bzw. nachgerückte Abgeordnete des Wahlkreises Friedrichshain-Kreuzberg 5 (früher Friedrichshain 2):
| Jahr | Name           | Partei | Anteil der Erststimmen |
| ---- | -------------- | ------ | ---------------------- |
| 2023 | Vasili Franco  | Grüne  | 36,1 %                 |
| 2021 | Vasili Franco  | Grüne  | 34,3 %                 |
| 2018 | Daniela Billig | Grüne  | -                      |
| 2016 | Canan Bayram   | Grüne  | 34,0 %                 |
| 2011 | Canan Bayram   | Grüne  | 32,4 %                 |
| 2006 | Canan Bayram   | SPD    | 28,0 %                 |
| 2001 | Frederik Over  | PDS    | 42,8 %                 |
| 1999 | Frederik Over  | PDS    | 39,2 %                 |